# Space Impact
Space Impact — серія відеоігор, знайдена на декількох мобільних телефонах Nokia, перша гра якої дебютувала як складова вбудованих ігор на Nokia 3310, після чого нею було обладнано численні майбутні телефони Nokia, включно з моделями 2100, 3320, 3330, 3350, 3360, 3390, 3410, 3610, 5210, 5510, 6310, 6310i, 6510, 8855 та 2100. А моделі 3330, 3350 і 3410,1100 i 1101 з підтримкою розширеної версії WAP дозволяли завантажувати додаткові глави Space Impact за допомогою WAP-з'єднання.

## Геймплей
Гравець має можливість вільно переміщуватися по горизонталі та вертикалі (за винятком кількох платформових рівнів у Space Impact Plus) але не може пришвидшувати автоматичне прокручування екрану. Протягом гри можуть бути підібрані підсилення (англ. Powerup), такі як ракети, бомби та енергетичні промені, які гравець може використовувати, коли звичайні снаряди мають замалий ефект проти ворогів.
На кожному рівні гравцеві протистоять різні ворожі кораблі, одні з яких літають прямо, інші прямують за гравцем, а деякі навіть стріляють у нього (в останніх іграх гравець також може зустріти під-босів посеред рівня). Перша гра мала вісім рівнів, дія яких відбувалася на різних планетах і підземних зонах, з босом у кінці кожного з них.
Після втрати всіх життів гравцеві присуджується той чи інший рейтинг залежно від кількості вбитих ворогів, підібраних підсилень і пройдених рівнів. Цей рейтинг розміщується у списку найкращих рейтингів у ігровому меню.

## Продовження
Продовження оригінальної гри, такі як «Space Impact 2» and «Space Impact Plus» з'явилися на більш пізніх телефонах, включно з Nokia 3510, 3510i, 3530 та Nokia 1100, 1101, 2300 відповідно.
Починаючи з Nokia 7210, продовження «Space Impact 303» попередньо не встановлювалося на телефон, але було доступним як J2ME-аплет шляхом завантаження з вебсайту Nokia. Телефонами з виділеними для цієї гри сторінками були Nokia 3100, 3220, 6100, 6610, 6610i та багато інших з роздільною здатністю 128x128. Для телефонів з роздільною здатністю 176x208, таких як Nokia 3650, 6630 і 6600, згодом було випущено версію гри з іншою роздільною здатністю.
З появою телефонів Symbian S60, ігри змінилися з J2ME-аплетів до самостійних застосунків для Symbian S60, більш деталізованих і складніших порівняно зі своїми приквелами. Першою грою на цій платформі була «Space Impact Evolution», спеціально зроблена для першої редакції платформи Symbian S60, що з'явилася на Nokia 7650, а також інших тогочасних мультимедійних телефонах Nokia. Продовження «Space Impact Evolution X» мало дві версії: одна з них ішла в комплекті ексклюзивно з N-Gage Classic та N-Gage QD (у папці «Extras» Support CD) а інша зроблена для пристроїв на базі другої редакції Symbian S60.
Нещодавно Nokia поновила серію виходом «Space Impact Light» (третя редакція Symbian S60), «Space Impact: Kappa Base» (N-Gage 2.0) та «Space Impact: Meteor Shield» (п'ята редакція Symbian S60), причому «Meteor Shield» стала першою тривимірною грою серії та першою грою без класичного режиму геймплею shoot 'em up.

## Клони та ремейки
Нещодавно було випущено численні клони та ремейки гри для ПК, багато з яких є точними емуляціями початкової гри.

### Мобільні клони
В кінці 2012 року було випущено ремейк під назвою «Space Defense», розроблений ByQ Develop для пристроїв під управлінням Android. Гра характеризується всіма вісьмома рівнями та графікою оригінальної гри, а також віртуальну емуляцію кнопок і розмітки екрану Nokia 3310.
Існує також інший ремейк, відомий як «Space Squids» розроблений Bolopix. Залишаючись з оригінальною графікою, гра, на відміну від «Space Defense», має більш просте сенсорне керування, типове для багатьох мобільних ігор, і характеризується різними рівнями з новими видами ворогів, більшість з яких узято з оригінальних продовжень «Space Impact Plus» і «Space Impact 2» з деякими змінами. Крім того, Space Squids також доступна для Windows Phone, без змін порівняно з оригінальною версією.
Обидві гри можуть бути безкоштовно завантажені з Google Play, а «Space Squids» — ще й з Windows Store.